# La Roche-en-Brenil
La Roche-en-Brenil település Franciaországban, Côte-d’Or megyében. Lakosainak száma 909 fő (2022. január 1.). La Roche-en-Brenil Montberthault, Courcelles-Frémoy, Dompierre-en-Morvan, Lacour-d’Arcenay, Molphey, Rouvray, Saint-Didier, Saint-Germain-de-Modéon, Sincey-lès-Rouvray, Thoste és Saint-Agnan községekkel határos.

## Népesség
A település népességének változása:
| Lakosok száma | 1143 | 1066 | 890  | 924  | 895  | 890  | 869  | 889  | 899  | 909  |
|               | 1968 | 1982 | 1990 | 2006 | 2013 | 2015 | 2017 | 2019 | 2020 | 2022 |